# Обрне
Обрне (словен. Обрне) насељено место у општини Блед покрајина Горењска. Општина припада регији Горењска.
Налази се на надморској висини 511,2 м. Приликом пописа становништва 2002. године насеље је имало 72 становника,